# Bellevue (Washington)
Pour les articles homonymes, voir Bellevue.
Bellevue est une ville américaine, située dans le comté de King, dans l'État de Washington, en banlieue Est de Seattle. La population recensée en 2010 était de 122 363 habitants. Bellevue fait partie de l'aire métropolitaine de Seattle.

## Histoire

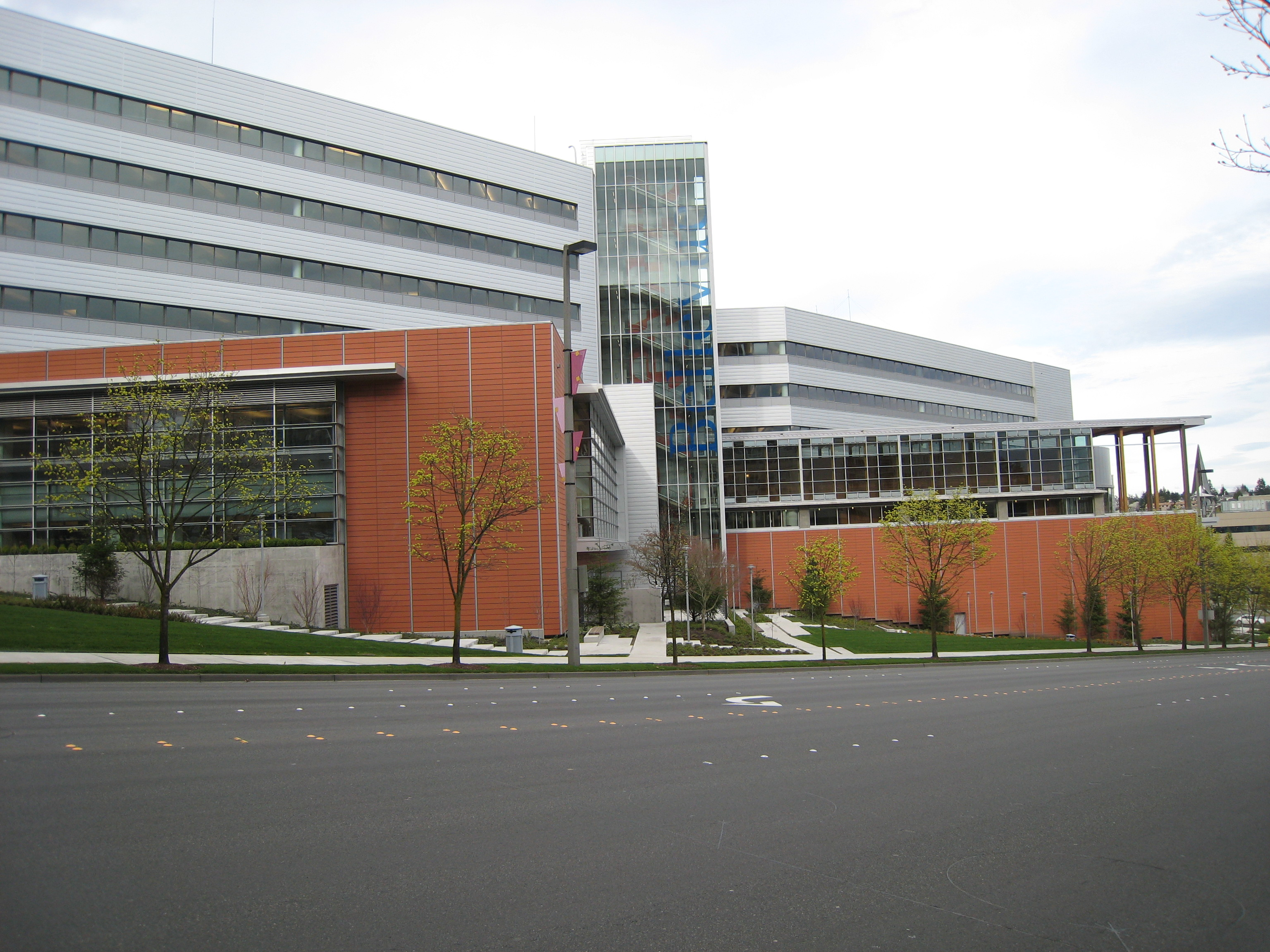
L'hôtel de ville de Bellevue.

Bellevue a été fondée en 1869 par William Meydenbauer et a été officiellement reconnue par le gouvernement de l'État le 21 mars 1953. Avant l'ouverture du pont Lacey V. Murrow Memorial traversant le lac Washington et qui relie maintenant la ville au centre-ville de Seattle, Bellevue était une communauté rurale, peu développée économiquement. Depuis l'ouverture de ce pont, l'accès depuis Seattle a graduellement augmenté, et la population croît rapidement.
En 1963, un second pont, l'Evergreen Point Floating Bridge (en), fut ouvert, reliant lui aussi Bellevue à Seattle. La ville est depuis devenue l'une des plus grandes de l'État de Washington, avec une communauté d'affaires florissante ainsi que plusieurs gratte-ciels des plus modernes.
Parmi les futurs projets de développement de la ville annoncée par le gouvernement municipal[Quand ?], on compte notamment un nouveau centre des arts de la scène, trois nouvelles tours résidentielles, et la reprise de la construction d'une tour destinée aux entreprises œuvrant dans le domaine de la technologie (la Tech Tower, maintenant renommée la Tower 333).

## Géographie
Bellevue est située entre les lacs Washington à l'ouest et Sammamish à l'est, dans la banlieue sud-est de Seattle, entourée des villes de Kirkland et Redmond au nord, Issaquah à l'est, Medina, Clyde Hill, Hunts Point, Yarrow Point à l'ouest, et Renton et Newcastle au sud.

## Économie
De nombreuses entreprises sont implantées à Bellevue. Les plus notables sont :
- T-Mobile USA, entreprise de télecommunication ;
- Paccar, concepteur et fabricant de camions ;
- Expedia, agence de voyages (siège social) ;
- ArenaNet, studio de développement de jeux vidéo (notamment connu pour la série Guild Wars) ;
- Valve Software, studio de développement de jeux vidéo (notamment connu pour les séries Half-Life et Counter-Strike ainsi que pour sa plateforme de distribution de contenu en ligne Steam) ;
- Bungie Studios, studio de développement de jeux vidéo (notamment connu pour les premiers épisodes de la série Halo et la série Destiny) ;
- Sucker Punch Productions, studio de développement de jeux vidéo, filiale de Sony Computer Entertainment (notamment connu pour les séries Sly Cooper, Infamous et Ghost of Tsushima) ;
- Eddie Bauer, société d'habillement.

On trouve aussi à Bellvue le centre commercial The Shops at the Bravern.

## Transports
Bellevue possède un héliport (Taymar Heliport, code AITA : BVU).
L'Interstate 90 passe par la ville.

## Personnalité liée à la ville
- Larry Sanger, cofondateur de Wikipédia, est né en 1968 à Bellevue.

## Jumelages
- Hualien (Taïwan)
- Yao (Japon)
- Kladno (Tchéquie)
- Liepaja (Lettonie)